# Dag van de Architectuur
De Dag van de Architectuur en het Festival van de Architectuur is een cultureel evenement in Nederland resp. Vlaanderen met als doel het onder de aandacht brengen van architectuur aan een zo groot mogelijk publiek.

## Nederland
Sinds 1986 is de Dag van de Architectuur een groot jaarlijks terugkerend evenement in heel Europa, geïnitieerd door de Union internationale des architectes. In Nederland is de Dag van de Architectuur een initiatief van de BNA en wordt georganiseerd in samenwerking met plaatselijke architectuurcentra, culturele instellingen, architecten en vrijwilligers.
De BNA heeft ervoor gekozen om architectuur te koppelen aan publieke thema’s. Tijdens het evenement vinden in heel Nederland activiteiten plaats rond een thema waarbij het publiek bijzondere bouwkunst kan bezichtigen. Er worden lezingen, rondleidingen en tentoonstellingen georganiseerd. De dag vindt gewoonlijk plaats in een weekeinde in de tweede helft van juni.
| Jaar | Thema                             | Data                  | Bron  |
| ---- | --------------------------------- | --------------------- | ----- |
| 2002 | De Tijd Vliegt                    | 29 en 30 juni         | [ 2 ] |
| 2003 | -                                 |                       |       |
| 2004 | Achter de schermen                | 2, 3 en 4 juli        | [ 3 ] |
| 2005 | -                                 |                       |       |
| 2006 | Verboden terrein                  | 24 en 25 juni         | [ 1 ] |
| 2007 | Tijdelijk verblijf                |                       |       |
| 2008 | Politiek en architectuur          |                       |       |
| 2009 | Architectuur en mobiliteit        |                       |       |
| 2010 | Architectuur & Hergebruik         | 26 en 27 juni         | [ 4 ] |
| 2011 | Zelfverzonnen                     | 25 en 26 juni         | [ 5 ] |
| 2012 | Architectuur & voedsel            |                       |       |
| 2013 | 24 uur met architectuur           |                       |       |
| 2014 | Mensen maken de architectuur      |                       |       |
| 2015 | Nieuw Nederland                   |                       |       |
| 2016 | [ b ]                             |                       |       |
| 2017 | [ b ]                             |                       |       |
| 2018 | De stad voor Morgen               |                       |       |
| 2019 | Door de ogen van...               |                       |       |
| 2020 | Architectuur is een Publieke Zaak |                       |       |
| 2021 | Architectuur/Klimaat              |                       |       |
| 2022 | (T)HUIS                           |                       |       |
| 2023 | Toegang \| Toegankelijkheid       | 17 juni               | [ 6 ] |
| 2024 | Ruimte Maken                      | 13, 14, 15 en 16 juni | [ 7 ] |
| 2025 | In Transitie                      | 14 en 15 juni         | [ 8 ] |

## Vlaanderen
Sinds 2006 wordt deze dag van de architectuur jaarlijks in Vlaanderen ingericht. In 2011 worden 75 gebouwen opengesteld met 30 rondleidingen en randactiviteiten zoals lezingen, debatten en tentoonstellingen.

### Thema's
- 2011: Duurzaamheid, participatie en groepswoningbouw. Deze thema's spelen in op de ruimtelijke en ecologische vraagstukken van deze tijd.
- 2023: Een speelveld[9]

## Fédération Wallonie-Bruxelles
In deze federatie organiseert men in de maand oktober een maand van de architectuur in samenwerking met het CIVA (Internationaal Centrum voor de Stad, de Architectuur en het Landschap) en de Waalse culturele centra. 
Er is in 2011 een tweedaags symposium gepland over de stad, de toekenning van de Prix de la Maîtrise d'ouvrage publique, de Journée de l'architecture en afsluitend de toekenning van de Belgian Architectural Awards.